# اکسبو، ساسکاچوان
اکسبو، ساسکاچوان (به انگلیسی: Oxbow, Saskatchewan) یک منطقهٔ مسکونی در کانادا است که در ساسکاچوان واقع شده‌است. اکسبو ۳٫۱۳ کیلومتر مربع مساحت و ۱٬۳۲۸ نفر جمعیت دارد.